# لأين يأخذك اليوم
لأين يأخذك اليوم (بالإنجليزية: Where the Day Takes You)‏ هو فيلم دراما، ونوار-جديد، وإثارة تم إنتاجه في الولايات المتحدة، وصُدر في سنة 1992. الفيلم من كتابة مايكل هيتشكوك، ومارك روكو، وكيرت فوس. ومن بطولة شون أستين، ولارا فلين بويل، وبيتر دوبسون، وبالتاسار جيتي، وريكي لايك، وجيمس ليجروس، وديرموت مولروني، وآدم بالدوين، ونانسي ماكيون، وأليسا ميلانو، وويل سميث، وراشيل تكوتين، وستيفين توبولوسكي.

## القصة
يحكي الفيلم قصة هاربون يحاولون البقاء علي قيد الحياة في شوارع لوس أنجلوس. رُشح الفيلم لجائزة النقاد في مهرجان دوفيل السينمائي، وفاز بجائزة غولدن سبيس نيدل في مهرجان سياتل السينمائي الدولي.

## طاقم التمثيل
- شون أستين
- لارا فلين بويل
- بيتر دوبسون
- بالتاسار جيتي
- ريكي لايك
- جيمس ليجروس
- ديرموت مولروني
- آدم بالدوين
- نانسي ماكيون
- أليسا ميلانو
- ويل سميث
- راشيل تكوتين
- ستيفين توبولوسكي
- لورا سان جياكومو
- كايل ماكلاشلان
- ديفيد أركيت
- روبرت نبر

## الميزانية والإيرادات
بلغت تكلفة إنتاج الفيلم حوالي 3 ملايين دولار، بينما حقق أرباحا تُقدر بـ390.152 دولار.

## وصلات خارجية
- لأين يأخذك اليوم على موقع IMDb (الإنجليزية)
- لأين يأخذك اليوم على موقع روتن توميتوز (الإنجليزية)
- لأين يأخذك اليوم على موقع نتفليكس (الإنجليزية)
- لأين يأخذك اليوم على موقع قاعدة بيانات الأفلام العربية
- لأين يأخذك اليوم على موقع ألو سيني (الفرنسية)
- لأين يأخذك اليوم على موقع Turner Classic Movies (الإنجليزية)
- لأين يأخذك اليوم على موقع أول موفي (الإنجليزية)
- لأين يأخذك اليوم على موقع بوكس أوفيس موجو (الإنجليزية)
- لأين يأخذك اليوم على موقع فيلمافينيتي (الإسبانية)
- لأين يأخذك اليوم على موقع قاعدة بيانات الأفلام السويدية (السويدية)